# 새키얘르벤 폴카
새키얘르벤 폴카(Säkkijärven polkka)는 핀란드에서 유명한 민요다. 아코디언으로 주로 연주된다.  본래 카리알라 지역에서 연주된 곡이며, 빌료 베스테리넨이 대중화시켰다. 
"새키얘르벤 폴카"는 "새키얘르비의 폴카"라는 뜻이다. 세키예르비는 원래 핀란드령 도시였지만 계속전쟁 때 소련에 빼앗겨 현재는 러시아 연방 레닌그라드주 콘드라톄보가 되었다.

## 같이 보기
- 이에반 폴카